# American Basketball League 1938-1939
La stagione 1938-1939 della American Basketball League fu la 12ª nella storia della lega.
Vinsero il titolo i New York Jewels, al primo successo della loro storia dopo due finali perse (1935 e 1938), che ebbero la meglio 3-0 nella serie finale sui Jersey Reds.

## Classifica
|    | Classifica 1938-1939 | V  | P  |
| -- | -------------------- | -- | -- |
| 1. | Kingston Colonials   | 28 | 7  |
| 2. | Philadelphia Sphas   | 24 | 9  |
| 3. | Jersey Reds          | 19 | 14 |
| 4. | New York Jewels      | 19 | 15 |
| 5. | Wilkes-Barre Barons  | 14 | 22 |
| 6. | Troy Haymakers       | 12 | 21 |
| 7. | Brooklyn Visitations | 7  | 20 |
| 8. | Washington Heurichs  | 7  | 22 |

## Playoff

### Semifinali
| Squadra 1          | Totale | Squadra 2          | Gara 1 | Gara 2 | Gara 3 |
| ------------------ | ------ | ------------------ | ------ | ------ | ------ |
| Jersey Reds        | 2-1    | Kingston Colonials | ?      | ?      | ?      |
| Philadelphia Sphas | 0-2    | New York Jewels    | 44-46  | 24-31  |        |

### Finale
| Squadra 1       | Totale | Squadra 2   | Gara 1 | Gara 2 | Gara 3 | Gara 4 | Gara 5 |
| --------------- | ------ | ----------- | ------ | ------ | ------ | ------ | ------ |
| New York Jewels | 3-0    | Jersey Reds | 34-30  | 40-36  | 37-34  |        |        |